# Campsicnemus acuticornis
Campsicnemus acuticornis är en tvåvingeart som beskrevs av Octave Parent 1939. Campsicnemus acuticornis ingår i släktet Campsicnemus och familjen styltflugor. Inga underarter finns listade i Catalogue of Life.